# Hump de Bump
"Hump de Bump" é uma canção dos Red Hot Chili Peppers, pertencente ao seu álbum Stadium Arcadium. Foi lançada em 2007 como quinto single do álbum. Originalmente, só devia ser lançado como single nos Estados Unidos, no Canadá e na Austrália. ("Desecration Smile", o quarto single, havia sido lançado mundialmente), mas os Peppers decidiram lançar o single e seu vídeo mundialmente, graças aos bons comentários sobre o vídeo na Internet. A data de lançamento para os demais países do mundo foi em 10 de maio.

## Estilo
Apesar da mudança no estilo musical no resto do álbum, o som de "Hump de Bump" é similar ao de álbuns anteriores do grupo, tais como Freaky Styley produzido por George Clinton. O título original da faixa era "Ghost Dance 2000", isso porque a linha de baixo é parecida com uma canção anterior do grupo, "American Ghost Dance", do álbum Freaky Styley.
Anthony Kiedis disse que o título de trabalho era "40 Detectives," provavelmente derivando das palavras "40 detectives this week", na letra da música. O título mudou para "Hump de Bump" próximo ao final da gravação. Nesta faixa, Flea , o baixista dos Peppers, toca trombeta. Há também uma grande ponte instrumental "industrial", similar ao de "Breaking the Girl", do álbum Blood Sugar Sex Magik.

## Vídeoclipe
O videoclipe foi realizado em fins de dezembro de 2006 por Chris Rock. Este se desenrola durante uma festa de bairro numa grande cidade (o mesmo cenário de Todo Mundo Odeia o Chris), com o próprio Chris Rock, mantido longe do seu bairro por um guarda, enquanto a banda toca a canção durante a festa. Se parece muito com um vídeo clássico de rap até com o Anthony Kiedis usando grills nos dentes. Chris Rock queria que os integrantes da banda fossem os únicos brancos do vídeo.
O vídeo vazou na Internet em 9 de março, e lançado oficialmente na Austrália em 13 de março, e nos Estados Unidos e Canadá no dia seguinte. O vídeo também pode ser visto por meio do canal oficial dos Red Hot na plataforma de vídeos do Youtube.

## Lista de faixas
CD single 1
1. "Hump de Bump" – 3:33
2. "Joe" – 3:54
3. "Save This Lady" – 4:17

CD single 2
1. "Hump de Bump" – 3:33
2. "An Opening" (ao vivo)

Single Reino Unido
1. "Hump de Bump" – 3:33
2. "An Opening" (ao vivo)

Internacional Maxi CD
1. "Hump de Bump" – 3:33
2. "An Opening" (ao vivo)
3. "Blood Sugar Sex Magik" (ao vivo)

International 7" Picture Disc
1. "Hump de Bump" – 3:33
2. "An Opening" (ao vivo)